# Luzonimyia nigropuncta
Luzonimyia nigropuncta är en tvåvingeart som beskrevs av Malloch 1926. Luzonimyia nigropuncta ingår i släktet Luzonimyia och familjen daggflugor.
Artens utbredningsområde är Filippinerna. Inga underarter finns listade i Catalogue of Life.